# Дарья Арчиловна

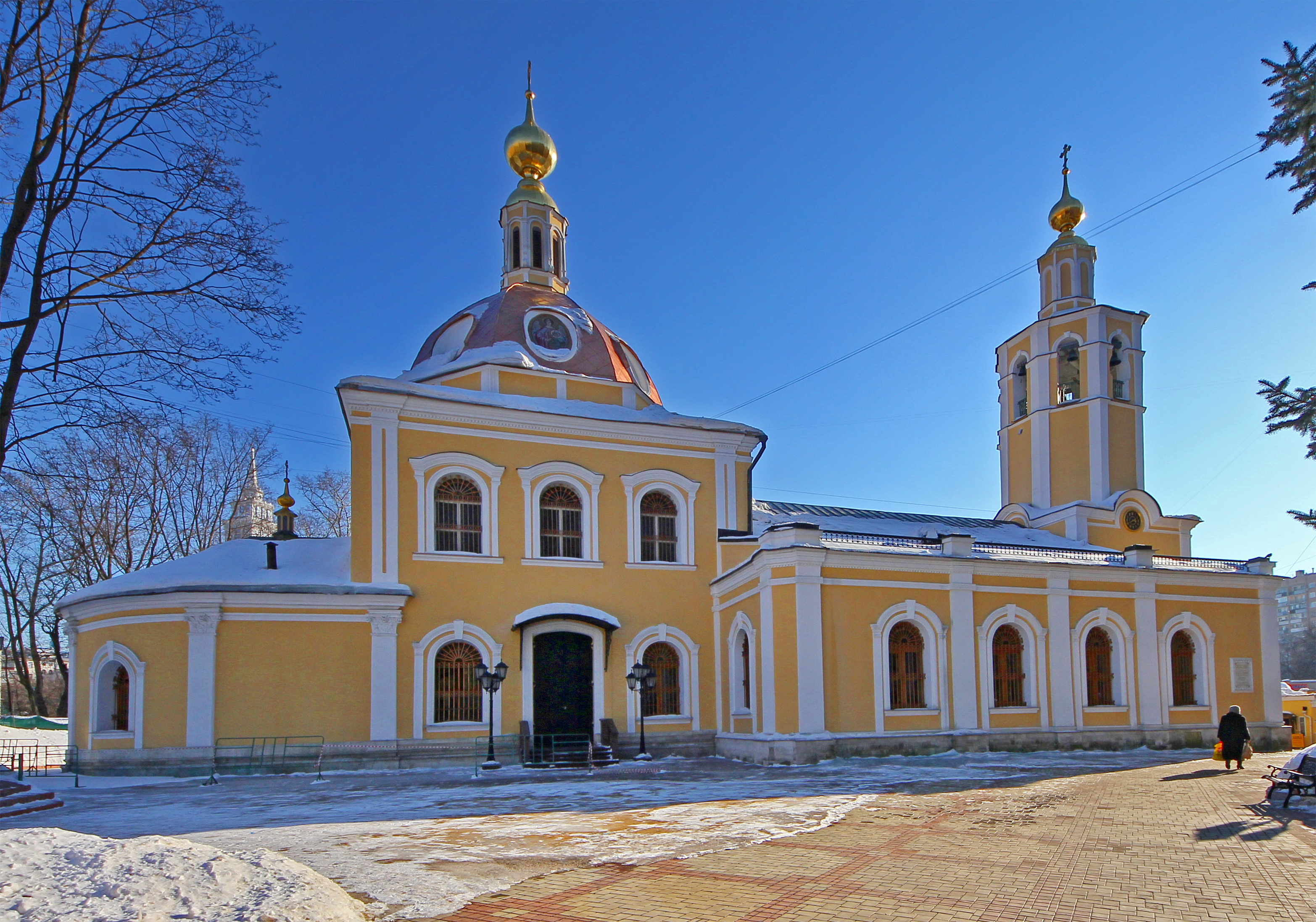
Храм Всех Святых во Всехсвятском

Да́рья Арчи́ловна (Дареджан, груз. დარეჯან ბატონიშვილი (1665 или 1670 —1740) — имеретинская царевна из рода Багратионов, дочь царя Имеретии и Кахетии Арчила II, внучка картлийского царя Вахтанга V.
Вместе с отцом и братьями переехала из Грузии в Москву. Её брат, Александр Арчилович, во время Северной войны попал в шведский плен, и умер в Стокгольме в 1711 году. В наследство от брата Дарье Арчиловне досталось его подмосковное имение — село Всехсвятское. Она жила там почти круглый год:14.
Дарья Арчиловна вела полузатворнический образ жизни. У неё никогда не было своей семьи. В придворных делах она предпочитала не участвовать. Переезжать в Петербург она тоже не стала, хотя и располагала значительными средствами:200.
В 1722 году Пётр I устраивал празднование Ништадтского мира — победы в Северной войне. Вместе со своей свитой он останавливался в имении Дарьи Арчиловны, а на следующий день из Всехсвятского в Москву последовало маскарадное шествие. Но несмотря на уговоры Петра I, Дарья Арчиловна не стала принимать участие в этих торжествах:201.
В 1728 году в доме Дарьи Арчиловны умерла заболевшая корью  дочь царевича Алексея, великая княжна Наталья Алексеевна:201. Эта смерть послужила поводом для различных слухов.
В 1730 году во дворце Дарьи Арчиловны на несколько дней останавливалась избранная на престол Анна Иоанновна:201. Во Всехсвятском она готовилась к торжественному въезду в Москву и встречалась с представителями Верховного тайного совета:306.
Дарья Арчиловна занималась благотворительностью и жертвовала свои средства монастырям и храмам. Она участвовала в благоустройстве московского Донского монастыря, где были похоронены её ближайшие родственники. В 1733—1736 годах в селе Всехсвятском на средства Дарьи Арчиловны был построен храм Всех Святых, сохранившийся до наших дней.
Дарья Арчиловна умерла в 1740 году. Похоронена в Большом соборе Донского монастыря.